# Крейг Каннінгем
Крейг Каннінгем (англ. Craig Cunningham, нар. 13 вересня 1990, Трейл) — канадський хокеїст, що грав на позиції центрального нападника.

## Ігрова кар'єра

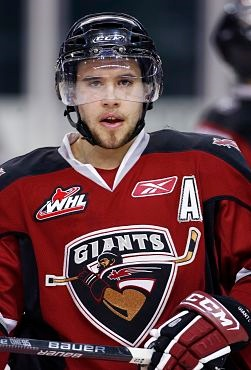
Каннінгем у формі «Ванкувер Джаєнтс».

Хокейну кар'єру розпочав 2006 року в ЗХЛ виступами в складі «Ванкувер Джаєнтс». З кожним новим сезоном Крейг додавав в майстерності, його результативність зростала, як наслідок 2010 року був обраний на драфті НХЛ під 97-м загальним номером командою «Бостон Брюїнс». Сезон 2010/11 став останнім в ЗХЛ, причому нападник відіграв у складі двох клубів, початок сезону за «Джаєнтс», кінець сезону провів захищаючи кольори «Портленд Вінтергокс».

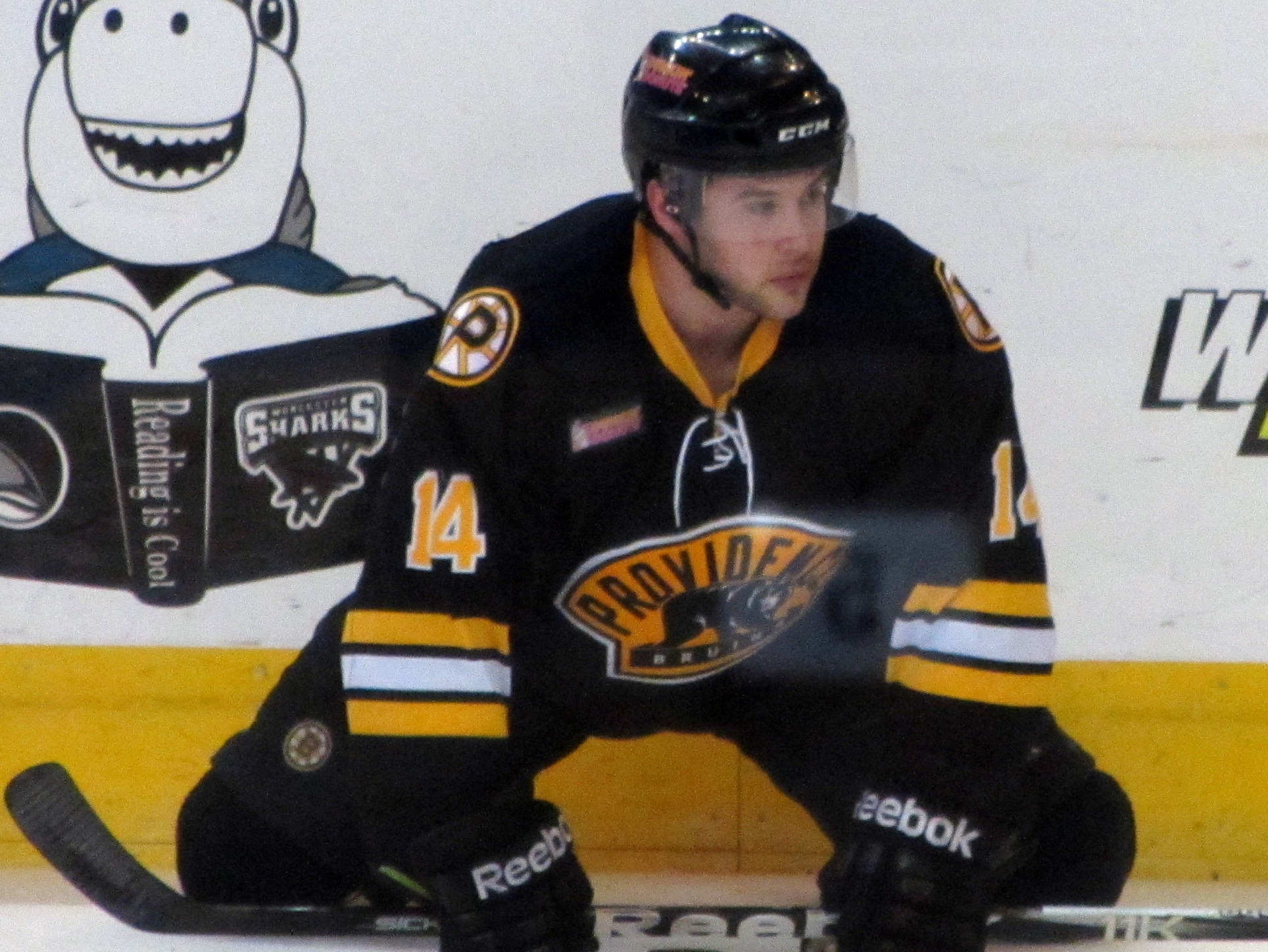
Крейг в складі «Провіденс Брюїнс».

14 липня 2011 року Крейг укладає контракт з «Бостон Брюїнс». Під час тренувального табору був відправлений до фарм-клубу «Провіденс Брюїнс» (АХЛ). У складі «Провіденс» відіграв три сезони.
16 грудня 2013 Каннінгем був викликаний до «Брюїнс», а наступного дня дебютував в НХЛ у матчі проти «Калгарі Флеймс».
13 грудня 2014 року, Каннінгем забив свій перший гол в НХЛ в матчі проти «Оттава Сенаторс». 2 березня 2015 року, Каннінгем перейшов до складу «Аризона Койотс».
У складі «койотів» Крейг відіграв лише десять матчів, а більшу частину ігрового часу він провів у складі фарм-клубів «Спрингфілд Фелконс» та «Тусон Роадраннерс», хокейна команда з Спрингфілду перебазувалась до Тусона.

## Хвороба та відновлення
19 листопада 2016 року Крейг був госпіталізований. В нього стався гострий серцевий напад, викликаний фібриляцією шлуночків, що вимагало негайних реанімаційних заходів, у тому числі й електричну дефібриляцію. Команда медиків лікарні Святої Марії та Університетського медичного центру спільними зусиллями врятували йому життя. Через проблеми з кровообігом його ліва нога була ампутована 24 грудня 2016 року.
12 червня 2017 року, історія Каннінгема була показана на спортивному каналі ESPN під назвою «Крейг Каннінгем обирає життя». Крейг відновився після операції та повернувся на ковзанку і зробив перші ковзання на льоду.

## Статистика
| 2006–07      | «Ванкувер Джаєнтс»    | ЗХЛ          | 48 | 0  | 5  | 5  | 38 | 15 | 0  | 1  | 1  | 15 |
| 2007–08      | «Ванкувер Джаєнтс»    | ЗХЛ          | 67 | 11 | 14 | 25 | 72 | 10 | 1  | 2  | 3  | 6  |
| 2008–09      | «Ванкувер Джаєнтс»    | ЗХЛ          | 72 | 28 | 22 | 50 | 62 | 17 | 5  | 9  | 14 | 12 |
| 2009–10      | «Ванкувер Джаєнтс»    | ЗХЛ          | 72 | 37 | 60 | 97 | 44 | 16 | 12 | 12 | 24 | 12 |
| 2010–11      | «Ванкувер Джаєнтс»    | ЗХЛ          | 36 | 10 | 35 | 45 | 31 | —  | —  | —  | —  | —  |
| 2010–11      | «Портленд Вінтергокс» | ЗХЛ          | 35 | 17 | 25 | 42 | 25 | 21 | 7  | 14 | 21 | 12 |
| 2011–12      | «Провіденс Брюїнс»    | АХЛ          | 76 | 20 | 16 | 36 | 20 | —  | —  | —  | —  | —  |
| 2012–13      | «Провіденс Брюїнс»    | АХЛ          | 75 | 25 | 21 | 46 | 26 | 12 | 3  | 5  | 8  | 4  |
| 2013–14      | «Провіденс Брюїнс»    | АХЛ          | 75 | 25 | 22 | 47 | 40 | 12 | 3  | 4  | 7  | 6  |
| 2013–14      | «Бостон Брюїнс»       | НХЛ          | 2  | 0  | 0  | 0  | 0  | —  | —  | —  | —  | —  |
| 2014–15      | «Бостон Брюїнс»       | НХЛ          | 32 | 2  | 1  | 3  | 2  | —  | —  | —  | —  | —  |
| 2014–15      | «Провіденс Брюїнс     | АХЛ          | 21 | 5  | 10 | 15 | 8  | —  | —  | —  | —  | —  |
| 2014–15      | «Аризона Койотс»      | НХЛ          | 19 | 1  | 3  | 4  | 2  | —  | —  | —  | —  | —  |
| 2015–16      | «Спрингфілд Фелконс»  | АХЛ          | 61 | 22 | 24 | 46 | 20 | —  | —  | —  | —  | —  |
| 2015–16      | «Аризона Койотс»      | НХЛ          | 10 | 0  | 1  | 1  | 2  | —  | —  | —  | —  | —  |
| 2016–17      | «Тусон Роадраннерс»   | АХЛ          | 11 | 4  | 9  | 13 | 6  | —  | —  | —  | —  | —  |
| Усього в НХЛ | Усього в НХЛ          | Усього в НХЛ | 63 | 3  | 5  | 8  | 6  | —  | —  | —  | —  | —  |